# تاغاسر آناپات
تاغاسر آناپات (ارمنی: Թաղասերի անապատ؛ انگلیسی: Taghaser Anapat) یک کلیسا متعلق به کلیسای حواری ارمنی واقع در شهر تاغاسر،  استان هادروت جمهوری آرتساخ می‌باشد. ساخت و ساز این ساختمان در سده ۱۷ام میلادی؛ به پایان رسید. این بنا به سبک معماری ارمنی طراحی شده‌است.